# Градски стадион у Копривници
Стадион Станови је фудбалски стадион у Копривници, Хрватска. Капацитет стадиона са делимично покривеном трибином је 3.134 места за седење, а са стајањем може примити преко 4000 гледалаца. Своје домаће утакмице на њему игра НК Славен Белупо и НК Копривница.

## Историја
Изградња стадиона је почела 1996. да би се изградња по фазама завршила у мају 2007, када је завршена контрукција расвете на стадиону. Стадион осветљавају 4 расветна стуба висине по 45,5 m. У следећој доградњи предвиђа се покривање целе западне трибине, пошто је сада само делимично наткривена.